# Feline
Feline је седми албум британског састава Стренглерс објављен јануара 1982. године. 